# Slavica Ecclestone
Slavica Radić coniugata Ecclestone (Fiume, 2 giugno 1958) è un'ex modella e imprenditrice serba, ex moglie di Bernie Ecclestone.

## Biografia
Slavica Radić è nata a Fiume da genitori serbo-bosniaci. Dopo che i suoi genitori divorziarono quando aveva solo 7 anni, Slavica crebbe con sua madre Ljubica, trasferendosi in Bosnia. All'inizio della sua carriera Slavica ha lavorato come modella internazionale per molti marchi famosi, tra cui Armani. Mentre lavorava ad un evento promozionale per il Gran Premio di Formula Uno d'Italia del 1982, conosce l'imprenditore Bernie Ecclestone, che nonostante la differenza di età di 28 anni, la barriera linguistica (lei parlava serbo-croato ed italiano, lui solo inglese), e la rispettiva altezza (col suo 1,88 m Slavica lo sopravanzava di circa trenta centimetri) decide di sposarla. Dal matrimonio sono nate Tamara nel 1984 e Petra nel 1988, che hanno poi dato loro quattro nipoti. Da allora Slavica ha sostituito il cognome del marito al proprio. Nel novembre 2008 Slavica ha chiesto il divorzio, poi concesso in data 11 marzo 2009.